# Опанасенко Євген Андрійович
Євген Андрійович Опанасенко (9 червня 2003 , Київ ) — український футболіст, захисник клубу «Саарбрюкен II».

## Кар'єра
Вихованець футбольної академії клубу «Діназ». У 2018 році перейшов до структури київського «Динамо». Грав за юнацьку команду у чемпіонаті України U-19.
У березні 2023 року футболіст на правах вільного агента перейшов до латвійської «Валмієри». Футболіст спочатку почав виступати за другу команду клубу, за яку дебютував 7 квітня 2023 року у матчі проти клубу «Тукумс 2000-2». У наступному матчі 15 квітня 2023 року проти ризького " Динамо " відзначився дебютним забитим голом. Дебютував за основну команду клубу 24 вересня 2023 року в матчі проти клубу «Ауда», вийшовши на заміну на 74 хвилині. Упродовж усього сезону футболіст переважно був гравцем другої команди клубу. Закінчив сезон футболіст разом з основною командою на четвертому підсумковому місці в чемпіонаті, провівши лише 3 матчі, результативними діями не відзначившись.
У грудні 2023 року футболіст проходив перегляд у німецькому клубі «Саарбрюккен». У січні 2024 року футболіст на правах вільного агента перейшов до німецького клубу «Шпортфройнде» (Келлербах). Дебютував за клуб футболіст 25 лютого 2024 року у матчі проти клубу «Райсбах», вийшовши на поле у стартовому складі. З літа 2024 року став виступати за резервну команду «Саарбрюккена».